# 2014년 우루무치역 폭탄 테러

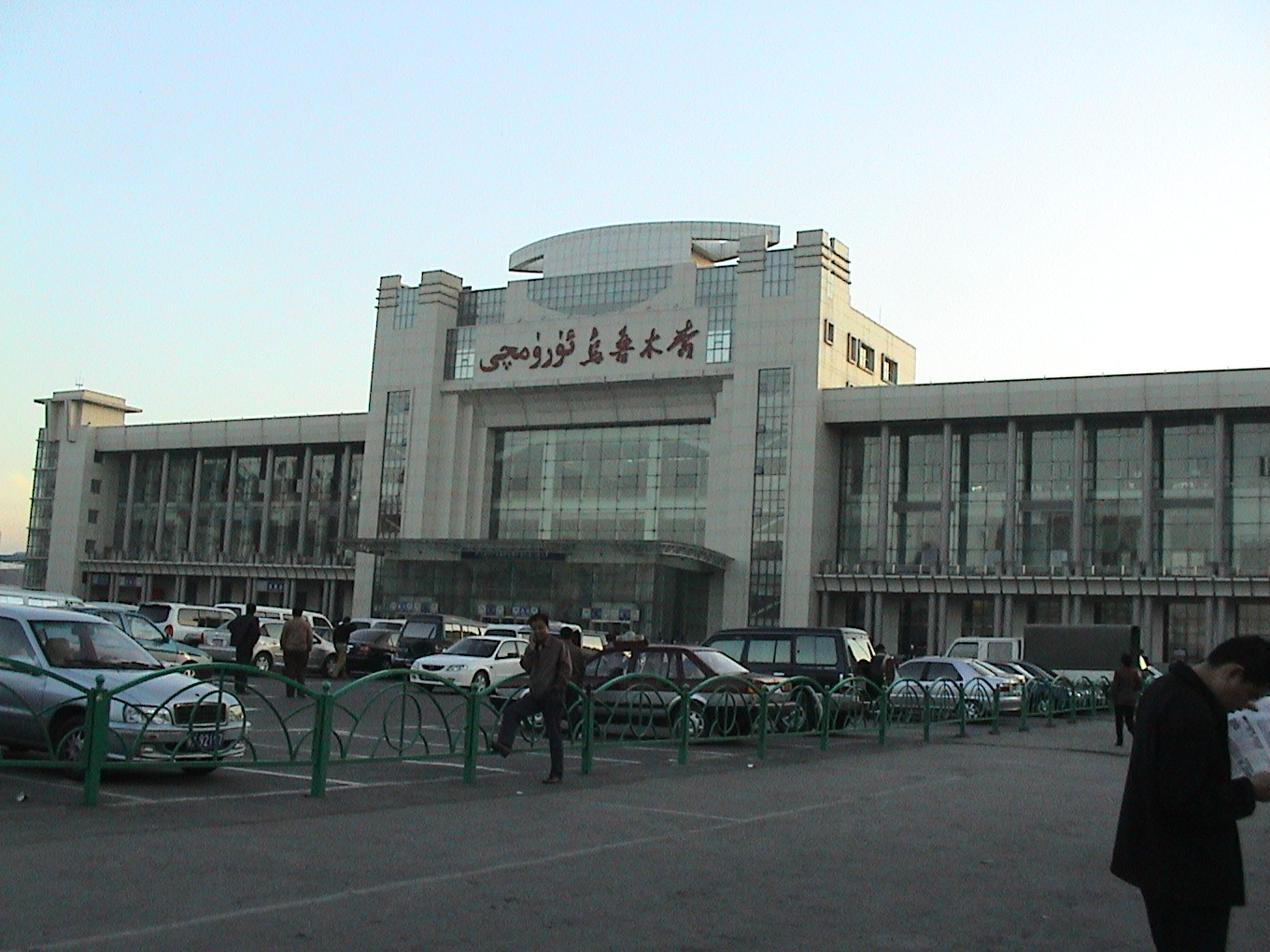

2014년 우루무치역 폭탄 테러는 2014년 4월 30일 중화인민공화국 신장 위구르 자치구 우루무치시에서 발생한 테러 사건이다. 국가 주석 시진핑이 신장 자치구을 처음 시찰한 직후에 발생한 자살 폭탄 테러로, 자폭한 2명을 포함한 3명이 사망하고 79명이 부상했다. 5월 14일, 도망친 용의자 7명이 구속되었다.